# 天主教斯雷姆教区
天主教斯雷姆教區（拉丁語：Dioecesis Sirmiensis）是羅馬天主教在塞爾維亞的一個教區。屬賈科沃-奧西耶克總教區。
教區範圍包括伏伊伏丁那的斯雷姆地區，教座位於斯雷姆斯卡米特羅維察。2011年有教友50,600人，佔轄區總人口6.2%。教區下轄29個堂區，有21名司鐸，有1名修士，有15名修女。現任主教為久羅·加什帕羅維奇。
教區第一位見於文獻的教區主教在304年殉道。1773年7月9日與波斯尼亞教區合併。1963年11月18日易名為賈科沃或波斯尼亞暨斯雷姆教區。2008年6月18日恢復獨立的教區。